# Ohmühl
Ohmühl ist ein Ortsteil der Stadt Bogen im niederbayerischen Landkreis Straubing-Bogen. Der Weiler liegt circa drei Kilometer nordöstlich von Bogen und ist über die Staatsstraße 2139 zu erreichen.  
Am 1. Januar 1971 kam Ohmühl als Ortsteil der ehemals selbständigen Gemeinde Bogenberg zu Bogen.